# 古斯達禾·森姆迪奧
古斯達禾·森姆迪奧（西班牙語：Gustavo Zamudio，1985年4月11日—），是智利的足球運動員，司職中場。於2008年加盟香港甲組足球聯賽球隊傑志。

## 球會生涯
森姆迪奧出道於天主教大學，被球隊外借到拉雷那、麥哲倫、科金博、San Luis de Quillota，在傑志現任教練摩蘭奴接手後，利用他的球壇網路，由天主教大學借得森姆迪奧。，他曾代表擁有傑志班底的港聯出戰2009年賀歲盃，在初賽對南華飛馬隊接應同鄉卡西拿斯二傳遠射入網，取得港聯在2009年賀歲盃的唯一一個入球。2009年4月，被會方解約，最終返回智利。

## 引用资料
1. ↑  . 大公報 A25：體育. 2008-07-20  [2025-07-25] （中文（香港））.